# 森特維爾 (加利福尼亞州弗雷斯諾縣)
森特維爾（英語：Centerville）是位於美國加利福尼亞州弗雷斯諾縣的一個人口普查指定地區。

## 地理
森特維爾的座標為36°44′02″N 119°29′52″W / 36.73389°N 119.49778°W，而該地最高點為海拔高度120米（即394英尺）。

## 人口
根據2010年美國人口普查的數據，森特維爾的面積為21.077平方千米，當中陸地面積為21.077平方千米，而水域面積為0.000平方千米。當地共有人口2497人，而人口密度為每平方千米118人。